# New Lucena
New Lucena est une municipalité de la province d'Iloilo, aux Philippines. En 2015, la localité compte 23 240 habitants.